# Panīpeirōtikos Athlītikos Syllogos Lamia 1964
Il Panīpeirōtikos Athlītikos Syllogos Lamia 1964, meglio noto come P.A.S. Lamia o semplicemente Lamia, è una società calcistica greca di Lamìa. Milita nella Souper Ligka Ellada, la massima divisione del campionato greco. 
Disputa le partite casalinghe allo stadio municipale di Lamia, impianto da 5 500 posti.

## Storia
La squadra fu fondata il 1º giugno 1964 come Panīpeirōtikos Athlītikos Syllogos Lamia 1964 dalla fusione tra Lamiakos e Palamiaki. Il club fu soprannominato "la regina della Ftiotide".
Al termine della stagione sportiva 2016-2017 la squadra ha ottenuto per la prima volta la promozione in Souper Ligka Ellada, la massima serie del campionato greco di calcio. Il primo anno nella divisione di vertice si è chiuso con la salvezza, centrata grazie al 12º posto finale, e la soddisfazione di eliminare il Panathīnaïkos agli ottavi di finale di Coppa di Grecia (vittoria per 4-1 in casa e sconfitta per 1-0 ad Atene). Nel 2018-2019 la squadra ha ottenuto il 7º posto in campionato ed è giunta in semifinale di Coppa di Grecia, dopo aver eliminato Panathīnaïkos agli ottavi e Olympiacos ai quarti. 

## Allenatori e presidenti
| Allenatori - 2021-2022 Gianluca Festa - 2023-oggi Leōnidas Vokolos | Presidenti - 2015-oggi Giorgos Pontikas |

## Palmarès

### Competizioni nazionali
- Gamma Ethniki: 2

1973 (gruppo 4), 2013-2014 (gruppo 3)
- Delta Ethniki: 5

1989-1990 (gruppo 3), 1993-1994 (gruppo 8), 1999-2000 (gruppo 3), 2003-2004 (gruppo 6), 2012-2013 (gruppo 4)

### Altri piazzamenti
- Coppa di Grecia:

Semifinalista: 1971-1972, 2018-2019, 2021-2022, 2022-2023
- Football League (Grecia):

Secondo posto: 2016-2017
- Gamma Ethniki:

Terzo posto: 1981-1982 (gruppo 5)
- Delta Ethniki:

Secondo posto: 1991-1992 (gruppo 8), 1992-1993 (gruppo 8), 1997-1998 (gruppo 4)

## Organico

### Rosa 2024-2025
| N. |                      | Ruolo | Calciatore            |
| -- | -------------------- | ----- | --------------------- |
| 1  | Francia (bandiera)   | P     | Álvaro Ratón          |
| 2  | Grecia (bandiera)    | D     | Antōnīs Ntentakīs     |
| 3  | Grecia (bandiera)    | D     | Giōrgos Saramantas    |
| 4  | Argentina (bandiera) | D     | Salvador Sánchez      |
| 5  | Grecia (bandiera)    | D     | Nikolaos Gotzamanidis |
| 6  | Norvegia (bandiera)  | C     | Vajebah Sakor         |
| 7  | Spagna (bandiera)    | C     | Robert Ibáñez         |
| 8  | Grecia (bandiera)    | C     | Vasilios Sourlis      |
| 9  | Argentina (bandiera) | A     | Andrés Chávez         |
| 10 | Brasile (bandiera)   | C     | Gustavo Furtado       |
| 11 | Grecia (bandiera)    | A     | Anestis Vlachomitros  |
| 12 | Serbia (bandiera)    | P     | Ivan Kostić           |
| 14 | Belgio (bandiera)    | C     | Viktōr Klōnaridīs     |
| 16 | Egitto (bandiera)    | A     | Bilal Mazhar          |
| 18 | Cile (bandiera)      | A     | Ángelo Henríquez      |
| 19 | Svezia (bandiera)    | D     | Sebastian Ring        |

| N. |                                 | Ruolo | Calciatore               |
| -- | ------------------------------- | ----- | ------------------------ |
| 20 | Grecia (bandiera)               | C     | Andreas Athanasakopoulos |
| 21 | Grecia (bandiera)               | D     | Vasilios Vitlis          |
| 22 | Grecia (bandiera)               | D     | Dīmītrios Siovas         |
| 23 | Grecia (bandiera)               | C     | Giannis Doiranlis        |
| 26 | Paesi Bassi (bandiera)          | A     | Toshio Lake              |
| 27 | Bosnia ed Erzegovina (bandiera) | D     | Vedad Radonja            |
| 28 | Grecia (bandiera)               | P     | Angelos Syritoudis       |
| 33 | Grecia (bandiera)               | D     | Georgios Kornezos        |
| 36 | RD del Congo (bandiera)         | C     | Aaron Tshibola           |
| 41 | Grecia (bandiera)               | D     | Konstantinos Gyftomitros |
| 44 | Grecia (bandiera)               | C     | Rafail Margaritis        |
| 55 | Grecia (bandiera)               | P     | Giannis Sourdis          |
| 70 | Grecia (bandiera)               | C     | Dimitrios Tsiakas        |
| 77 | Grecia (bandiera)               | D     | Alexandros Tereziou      |
| 94 | Grecia (bandiera)               | D     | Georgios Giannoutsos     |

### Rosa 2023-2024
| N. |                       | Ruolo | Calciatore                |
| -- | --------------------- | ----- | ------------------------- |
| 1  | Ungheria (bandiera)   | P     | Gergely Nagy              |
| 2  | Grecia (bandiera)     | D     | Stauros Vasilantōnopoulos |
| 3  | Grecia (bandiera)     | D     | Giōrgos Saramantas        |
| 5  | Grecia (bandiera)     | D     | Adam Tzanetopoulos        |
| 6  | Grecia (bandiera)     | C     | Theofanīs Tzandarīs       |
| 7  | Costa Rica (bandiera) | C     | Cristopher Núñez          |
| 11 | Spagna (bandiera)     | C     | Rubén Martínez            |
| 12 | Grecia (bandiera)     | C     | Kosmas Tsilianidīs        |
| 14 | Lituania (bandiera)   | C     | Vykintas Slivka           |
| 15 | Spagna (bandiera)     | D     | David Simón               |
| 16 | Brasile (bandiera)    | C     | Sidcley                   |
| 17 | Grecia (bandiera)     | P     | Vasilios Chatziemmanouil  |
| 18 | Serbia (bandiera)     | C     | Zoran Tošić               |
| 19 | Albania (bandiera)    | C     | Flosard Malçi             |

| N. |                        | Ruolo | Calciatore                |
| -- | ---------------------- | ----- | ------------------------- |
| 20 | Grecia (bandiera)      | D     | Kyriakos Papadopoulos     |
| 21 | Spagna (bandiera)      | C     | Omar Santana              |
| 23 | Grecia (bandiera)      | C     | Sōtīrīs Tsiloulīs         |
| 26 | Paesi Bassi (bandiera) | A     | Toshio Lake               |
| 27 | Stati Uniti (bandiera) | C     | Caleb Stanko              |
| 28 | Grecia (bandiera)      | D     | Konstantinos Lampropoulos |
| 30 | Grecia (bandiera)      | A     | Vasilios Kontonikos       |
| 33 | Grecia (bandiera)      | D     | Georgios Kornezos         |
| 45 | Grecia (bandiera)      | C     | Nikos Tsoukalos           |
| 55 | Moldavia (bandiera)    | P     | Alexei Koșelev            |
| 77 | Grecia (bandiera)      | A     | Alexandros Tereziou       |
| 94 | Grecia (bandiera)      | D     | Georgios Giannoutsos      |
| 99 | Grecia (bandiera)      | P     | Nikolaos Tropoulos        |

### Rosa 2022-2023
| N. |                        | Ruolo | Calciatore           |
| -- | ---------------------- | ----- | -------------------- |
| 1  | Grecia (bandiera)      | P     | Thanasīs Garavelīs   |
| 3  | Grecia (bandiera)      | D     | Giōrgos Saramantas   |
| 4  | Nigeria (bandiera)     | D     | Daniel Adejo         |
| 5  | Grecia (bandiera)      | D     | Adam Tzanetopoulos   |
| 6  | Grecia (bandiera)      | C     | Theofanīs Tzandarīs  |
| 7  | Costa Rica (bandiera)  | C     | Cristopher Núñez     |
| 8  | Serbia (bandiera)      | C     | Zoran Tošić          |
| 9  | Grecia (bandiera)      | A     | Giōrgos Manousos     |
| 10 | Argentina (bandiera)   | C     | Tomás De Vincenti    |
| 11 | Grecia (bandiera)      | A     | Anastasios Karamanos |
| 12 | Spagna (bandiera)      | A     | Nikos Vergos         |
| 14 | Lituania (bandiera)    | C     | Vykintas Slivka      |
| 15 | Spagna (bandiera)      | D     | David Simón          |
| 16 | Bolivia (bandiera)     | C     | Danny Bejarano       |
| 18 | Spagna (bandiera)      | C     | Rubén Martínez       |
| 21 | Grecia (bandiera)      | P     | Nikolaos Tropoulos   |
| 22 | Bielorussia (bandiera) | D     | Aljaksandr Paŭlavec  |

| N. |                               | Ruolo | Calciatore                |
| -- | ----------------------------- | ----- | ------------------------- |
| 23 | Grecia (bandiera)             | C     | Sōtīrīs Tsiloulīs         |
| 25 | Grecia (bandiera)             | C     | Theodōros Vasilakakīs     |
| 27 | Stati Uniti (bandiera)        | C     | Caleb Stanko              |
| 28 | Grecia (bandiera)             | D     | Konstantinos Lampropoulos |
| 29 | Macedonia del Nord (bandiera) | D     | Stefan Aškovski           |
| 30 | Grecia (bandiera)             | A     | Vasilios Kontonikos       |
| 31 | Serbia (bandiera)             | P     | Bojan Šaranov             |
| 33 | Grecia (bandiera)             | D     | Georgios Kornezos         |
| 45 | Grecia (bandiera)             | C     | Nikos Tsoukalos           |
| 50 | Serbia (bandiera)             | C     | Lazar Romanić             |
| 55 | Moldavia (bandiera)           | P     | Alexei Koșelev            |
| 71 | Grecia (bandiera)             | P     | Giannis Nikopolidis       |
| 74 | Grecia (bandiera)             | D     | Kyriakos Papadopoulos     |
| 77 | Grecia (bandiera)             | D     | Stauros Vasilantōnopoulos |
| 95 | Colombia (bandiera)           | A     | Jeison Medina             |
| 99 | Francia (bandiera)            | D     | Leroy Abanda              |

### Rosa 2021-2022
| N. |                       | Ruolo | Calciatore              |
| -- | --------------------- | ----- | ----------------------- |
| 1  | Grecia (bandiera)     | P     | Thanasīs Garavelīs      |
| 2  | Grecia (bandiera)     | D     | Kōnstantinos Provydakīs |
| 3  | Grecia (bandiera)     | D     | Giōrgos Saramantas      |
| 4  | Nigeria (bandiera)    | D     | Daniel Adejo            |
| 5  | Grecia (bandiera)     | D     | Adam Tzanetopoulos      |
| 6  | Grecia (bandiera)     | C     | Theofanīs Tzandarīs     |
| 7  | Costa Rica (bandiera) | C     | Cristopher Núñez        |
| 8  | Georgia (bandiera)    | A     | Bachana Arabuli         |
| 9  | Grecia (bandiera)     | A     | Giōrgos Manousos        |
| 10 | Spagna (bandiera)     | C     | Tyronne                 |
| 11 | Grecia (bandiera)     | A     | Anastasios Karamanos    |
| 12 | Spagna (bandiera)     | D     | Ángel Martínez Ortega   |
| 13 | Grecia (bandiera)     | P     | Venizelos Pentarakis    |
| 14 | Grecia (bandiera)     | C     | Thanasis Margaritis     |
| 15 | Spagna (bandiera)     | D     | David Simón             |
| 16 | Bolivia (bandiera)    | C     | Danny Bejarano          |
| 17 | Grecia (bandiera)     | C     | Anestis Vlachomitros    |

| N. |                      | Ruolo | Calciatore               |
| -- | -------------------- | ----- | ------------------------ |
| 19 | Guinea (bandiera)    | C     | Alhassane Bangoura       |
| 20 | Grecia (bandiera)    | A     | Chrīstos Eleytheriadīs   |
| 21 | Grecia (bandiera)    | P     | Nikos Tropoulos          |
| 23 | Grecia (bandiera)    | D     | Giannīs Skondras         |
| 24 | Grecia (bandiera)    | D     | Loukas Vyntra (capitano) |
| 27 | Georgia (bandiera)   | C     | Nik'a Ninua              |
| 28 | Serbia (bandiera)    | C     | Lazar Romanić            |
| 31 | Serbia (bandiera)    | P     | Bojan Šaranov            |
| 32 | Grecia (bandiera)    | C     | Vasilis Troumpoulos      |
| 33 | Grecia (bandiera)    | C     | Savvas Gkentsoglou       |
| 39 | Grecia (bandiera)    | A     | Apostolos Vellios        |
| 45 | Grecia (bandiera)    | C     | Nikos Tsoukalos          |
| 70 | Grecia (bandiera)    | C     | Giorgos Manousakis       |
| 88 | Grecia (bandiera)    | D     | Kyriakos Mazoulouxis     |
|    | Argentina (bandiera) | C     | Tomás De Vincenti        |
|    | Lituania (bandiera)  | C     | Vykintas Slivka          |

### Rosa 2020-2021
| N. |                      | Ruolo | Calciatore              |
| -- | -------------------- | ----- | ----------------------- |
| 1  | Francia (bandiera)   | P     | Devis Epassy            |
| 2  | Grecia (bandiera)    | D     | Kōnstantinos Provydakīs |
| 3  | Grecia (bandiera)    | D     | Giōrgos Saramantas      |
| 4  | Nigeria (bandiera)   | D     | Daniel Adejo            |
| 5  | Grecia (bandiera)    | D     | Adam Tzanetopoulos      |
| 6  | Senegal (bandiera)   | C     | Ibrahima Niasse         |
| 7  | Grecia (bandiera)    | C     | Andreas Vasilogiannīs   |
| 8  | Georgia (bandiera)   | C     | Guga Palavandishvili    |
| 9  | Brasile (bandiera)   | A     | Miguel Bianconi         |
| 10 | Argentina (bandiera) | C     | Leonardo Villalba       |
| 11 | Grecia (bandiera)    | A     | Anastasios Karamanos    |
| 14 | Grecia (bandiera)    | D     | Thanasīs Margaritīs     |
| 16 | Bolivia (bandiera)   | C     | Danny Bejarano          |
| 17 | Grecia (bandiera)    | A     | Anestīs Vlachomītros    |
| 18 | Serbia (bandiera)    | A     | Lazar Romanić           |
| 19 | Georgia (bandiera)   | A     | Bachana Arabuli         |

| N. |                    | Ruolo | Calciatore                |
| -- | ------------------ | ----- | ------------------------- |
| 20 | Grecia (bandiera)  | D     | Angelos Zioulīs           |
| 22 | Grecia (bandiera)  | A     | Kōnstantinos Nikolopoulos |
| 23 | Grecia (bandiera)  | D     | Giannīs Skondras          |
| 24 | Grecia (bandiera)  | D     | Loukas Vyntra (capitano)  |
| 25 | Grecia (bandiera)  | C     | Theodōros Vasilakakīs     |
| 28 | Grecia (bandiera)  | C     | Zīsīs Chatzīstravos       |
| 29 | Camerun (bandiera) | D     | Patrick Bahanack          |
| 31 | Grecia (bandiera)  | P     | Kōstas Theodōropoulos     |
| 45 | Grecia (bandiera)  | A     | Nikos Tsoukalos           |
| 50 | Ghana (bandiera)   | D     | Mark Asigba               |
| 52 | Grecia (bandiera)  | D     | Kōnstantinos Stamoulīs    |
| 61 | Grecia (bandiera)  | C     | Kōnstantinos Bouloulīs    |
| 70 | Serbia (bandiera)  | C     | Miloš Deletić             |
| 77 | Grecia (bandiera)  | C     | Vasilios Kōstikas         |
| 90 | Grecia (bandiera)  | C     | Christoforos Karagiannīs  |
| 99 | Grecia (bandiera)  | P     | Panagiōtīs Katsikas       |

### Rosa 2019-2020
| N. |                    | Ruolo | Calciatore                |
| -- | ------------------ | ----- | ------------------------- |
| 4  | Nigeria (bandiera) | D     | Daniel Adejo              |
| 5  | Grecia (bandiera)  | D     | Adam Tzanetopoulos        |
| 7  | Grecia (bandiera)  | A     | Andreas Vasilogiannīs     |
| 8  | Grecia (bandiera)  | D     | Vasileios Pliatsikas      |
| 10 | Spagna (bandiera)  | C     | Tyronne                   |
| 11 | Grecia (bandiera)  | A     | Anastasios Karamanos      |
| 13 | Serbia (bandiera)  | P     | Damir Kahriman            |
| 16 | Bolivia (bandiera) | C     | Danny Bejarano            |
| 17 | Grecia (bandiera)  | A     | Anestis Vlachomitros      |
| 18 | Serbia (bandiera)  | A     | Lazar Romanić             |
| 19 | Tunisia (bandiera) | A     | Ismail Sassi              |
| 21 | Grecia (bandiera)  | C     | Elini Dīmoutsos           |
| 22 | Grecia (bandiera)  | A     | Konstantinos Nikolopoulos |

| N. |                    | Ruolo | Calciatore                  |
| -- | ------------------ | ----- | --------------------------- |
| 23 | Grecia (bandiera)  | D     | Giannīs Skondras            |
| 24 | Grecia (bandiera)  | D     | Loukas Vyntra               |
| 27 | Brasile (bandiera) | D     | Vanderson                   |
| 29 | Camerun (bandiera) | D     | Patrick Bahanack            |
| 30 | Grecia (bandiera)  | P     | Kōnstantinos Theodoropoulos |
| 34 | Grecia (bandiera)  | D     | Manōlīs Saliakas            |
| 45 | Grecia (bandiera)  | A     | Nikos Tsoukalos             |
| 50 | Ghana (bandiera)   | D     | Mark Asigba                 |
| 61 | Grecia (bandiera)  | C     | Kōnstantinos Bouloulīs      |
| 90 | Grecia (bandiera)  | C     | Christoforos Karagiannis    |
| 95 | Brasile (bandiera) | C     | Lucas Ramos                 |
| 99 | Grecia (bandiera)  | P     | Panagiotis Katsikas         |

### Rose delle stagioni precedenti
- stagione 2016-2017
- stagione 2017-2018